# Río Cauto
De Río Cauto is de langste rivier van Cuba voor de Sagua la Grande. De rivier is 343 km lang en ontspringt in de Sierra Maestra. De Río Cauto mondt uit in de Golf van Guacanayabo in de Caraïbische Zee.
De bron bevindt zich op een hoogte van 600 m in La Estrella, een gehucht in La Colorada in de bergen van Sierra Maestra.
- Nationale Bibliotheek van Israël: 987007586185705171
- Virtual International Authority File: 315168356